# آرمن سارگسیان (بازیکن فوتبال)
آرمن سارگسیان (ارمنی: Արմեն Սարգսյան؛ ۳ اکتبر ۱۹۷۵) بازیکن فوتبال در پست هافبک اهل ارمنستان است.

## باشگاهی
از باشگاه‌هایی که در آن بازی کرده‌است می‌توان به باشگاه فوتبال تسمنت آرارات، باشگاه فوتبال آراکس ایروان، باشگاه فوتبال اسپارتاک ایروان، باشگاه فوتبال بانانتس ایروان و باشگاه فوتبال آراکس آرارات اشاره کرد.

## تیم ملی
وی همچنین در تیم ملی فوتبال ارمنستان بازی کرده‌است. یان نخستین بازی ملی خود را در چهارچوب تورنمنت بین‌المللی قبرس در تاریخ ۲ فوریه ۲۰۰۰ در لارناکا در مقابل مولداوی انجام داده‌است.